# 褐鳞飘拂草
褐鳞飘拂草（学名：Fimbristylis nigrobrunnea）为莎草科飘拂草属下的一个种。

## 扩展阅读
- 維基物種上的相關：褐鳞飘拂草